# November 2007
Portal Geschichte | Portal Biografien | Aktuelle Ereignisse | Jahreskalender | Tagesartikel

◄ |
20. Jahrhundert |
21. Jahrhundert

◄ |
1970er |
1980er |
1990er |
2000er
| 2010er | 2020er | 2030er | ►

◄ |
2003 |
2004 |
2005 |
2006 |
2007
| 2008 | 2009 | 2010 | 2011 | ►

◄ |
August 2007 |
September 2007 |
Oktober 2007 |
November 2007 |
Dezember 2007 |
Januar 2008 |
Februar 2008 |
►
Dieser Artikel behandelt tagesbezogene Nachrichten und Ereignisse im November 2007.

## Tagesgeschehen

### Donnerstag, 1. November 2007

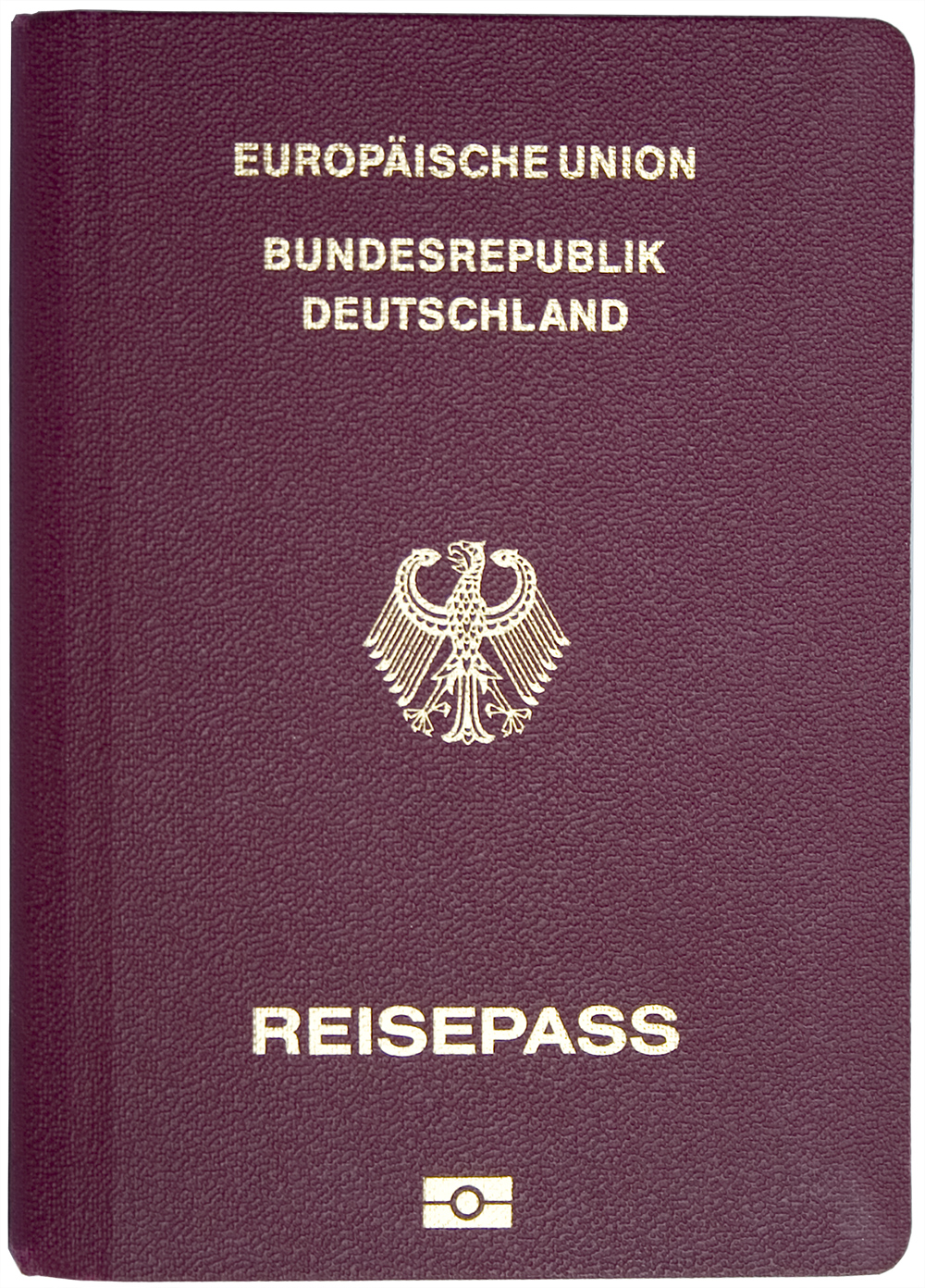
Deutscher Biometrie-Reisepass

- Berlin/Deutschland: Das Amt des Präsidenten des Bundesrates geht an Ole von Beust (CDU), den Ersten Bürgermeister von Hamburg, über.[1]
- Berlin/Deutschland: Mit der zweiten Stufe zur Einführung biometrischer Reisepässe werden in den Chips zusätzlich die Fingerabdrücke der beiden Zeigefinger gespeichert. Jeder, der von heute an einen Reisepass beantragt, bekommt diese neue Ausführung. Für über 24-Jährige kostet die Ausstellung 59 Euro und ihr Pass wird zehn Jahre gültig sein, für unter 24-Jährige kostet er 37,50 Euro und ihr Pass wird sechs Jahre gültig sein. Einen eigenen Pass brauchen von jetzt an auch Kinder.[2][3]
- Kuba: Der Tropensturm Noel erreicht die größte Insel der Großen Antillen. Auf Hispaniola verursachte der Sturm in den vergangenen Tagen Überschwemmungen, die zu circa 120 Todesopfern führten.[4]
- Washington, D.C./Vereinigte Staaten: Präsident George W. Bush verteidigt in der Diskussion um internationalen Terrorismus und Innere Sicherheit erneut harte Methoden, um an Beweismittel zu kommen. Seine Kritiker fordern, den Schutz der Menschenrechte höher zu bewerten als sämtliche anderen Interessen.
- Washington, D.C./Vereinigte Staaten: Der Franzose Dominique Strauss-Kahn wird geschäftsführender Direktor des Internationalen Währungsfonds.[5]

### Freitag, 2. November 2007

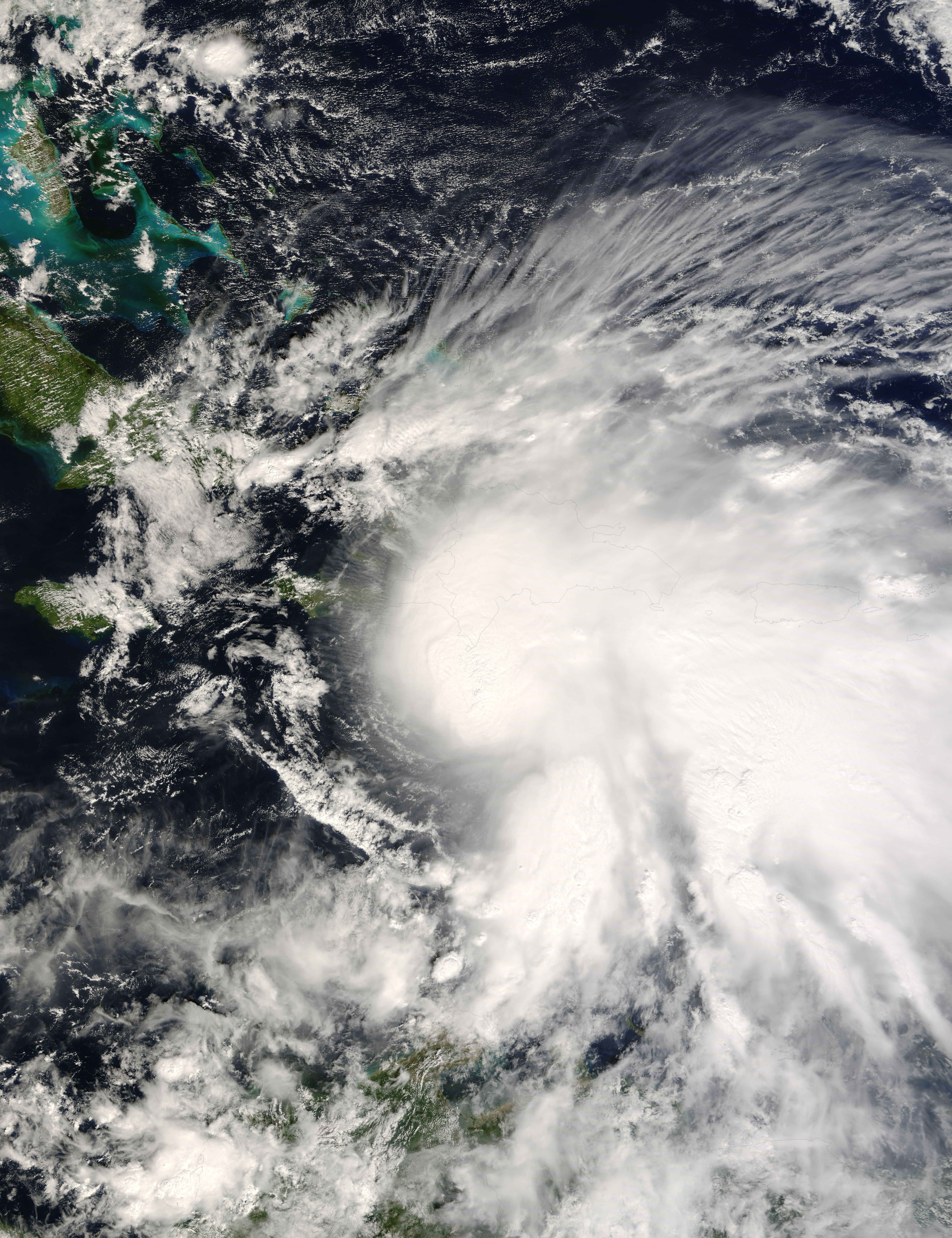
Hurrikan Noel

- Berlin/Deutschland: Der Bau eines Museums über die Zeit des Nationalsozialismus beginnt.
- Chemnitz/Deutschland: Das Landesarbeitsgericht entscheidet, dass die Gewerkschaft Deutscher Lokomotivführer (GDL) auch im Fern- und Güterverkehr streiken darf. Die Deutsche Bahn AG kommentiert, dass die vergleichsweise mitgliederarme GDL „die Republik lahmlegen könne“.[6]
- Moskau/Russland: Nach fünftägiger Pause darf die Frachtfluggesellschaft Lufthansa Cargo den russischen Luftraum vorübergehend wieder nutzen, später sollen allgemeine Verhandlungen über die Nutzung stattfinden.[7]
- New York/Vereinigte Staaten: 72 Mitgliedstaaten der Vereinten Nationen (UN), darunter alle Mitgliedstaaten der Europäischen Union, reichen bei den UN einen neuen Resolutionsentwurf zur weltweiten Abschaffung der Todesstrafe ein.[8]
- Türkei: Präsident Abdullah Gül empfängt die Außenministerin der Vereinigten Staaten Condoleezza Rice, um über das Vorgehen gegen die Terrororganisation PKK zu beraten, die v. a. im Osten und Süden der Türkei sowie im angrenzenden Ausland operiert. Gegen Rice gibt es auf den Straßen Proteste.[9]
- Vereinigte Staaten: Der Hurrikan Noel erreicht Hurrikanstärke.[10]

### Samstag, 3. November 2007

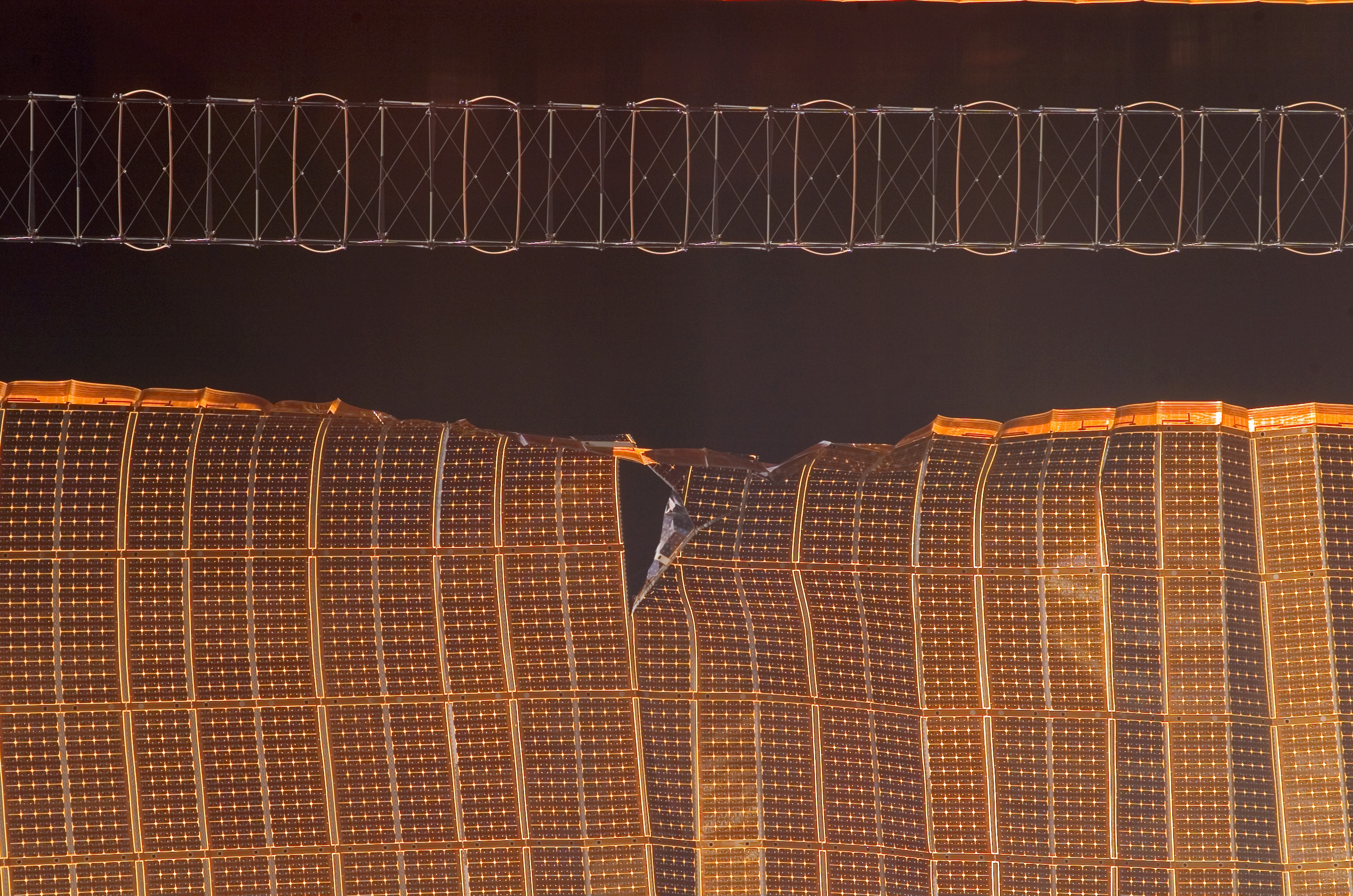
Sonnensegel der Internationalen Raumstation

- Afghanistan: Die deutsche Bundeskanzlerin Angela Merkel besucht den afghanischen Präsidenten. Die Bundeswehr bleibe im Norden Afghanistans stationiert, so Merkel, und Deutschland werde dem Land auch Polizeihilfe leisten. Danach besucht die Kanzlerin die Bundeswehr-Truppen im Land.
- Islamabad/Pakistan: Präsident Pervez Musharraf verhängt den Ausnahmezustand über das Land. Der Richter des Obersten Gerichts erhält 30 Tage Hausarrest.[11]
- Istanbul/Türkei: Bei der internationalen Irak-Konferenz verspricht der Außenminister des Irak, gegen die Terrororganisation PKK im Norden seines Landes vorzugehen.
- Mexiko: Hurrikan Noel verursacht in Mexiko Überschwemmungen.
- München/Deutschland: Es findet eine Demonstration gegen den Bau einer Strecke der Magnetschwebebahn Transrapid statt. Landes- und Lokalpolitiker werben seit einigen Jahren für eine Transrapid-Verbindung in die Innenstadt.
- Orbit: Bei einem Außenbordeinsatz repariert die Besatzung das Sonnensegel der Internationalen Raumstation, das beim Ausfahren zu Schaden kam.
- Vereinigte Staaten: Das größte Atomkraftwerk der USA wird wegen eines Bombenfunds in der Nähe des Kraftwerks abgeschaltet. Der Besitzer des Autos, in dem die Bombe gefunden wird, will von deren Existenz nichts gewusst haben.

### Sonntag, 4. November 2007

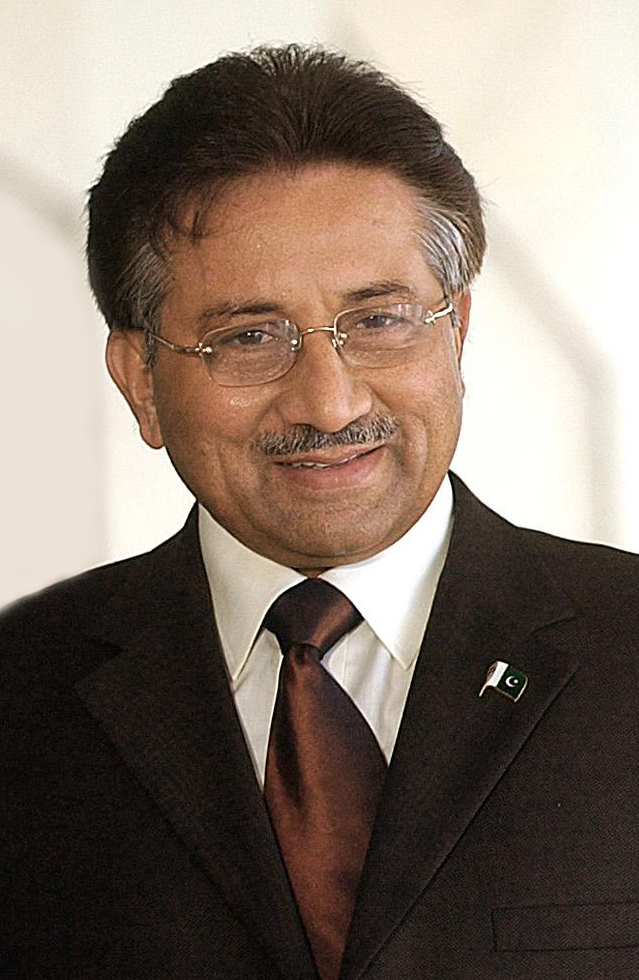
Pervez Musharraf

- Deutschland: Auf dem deutschen Energiemarkt kam es laut Medienberichte nach internen Absprachen der Energieriesen RWE, E.ON, Vattenfall und EnBW zum Bruch des Kartellrechts. Das „Energiekartell“  habe in den vergangenen Jahren Strompreise künstlich erhöht.[12]
- Guatemala-Stadt/Guatemala: In der zweiten Runde der Präsidentschaftswahl erhält Álvaro Colom von der Nationalen Union der Hoffnung fast 53 % der Stimmen. Er wird der erste sozialdemokratische Präsident Guatemalas sein.[13]
- Kolumbien: In Kolumbien gibt es schwere Unwetter mit Hagelsturm.
- Mexiko: Ein Gouverneur fordert Hilfe bei der Bewältigung der Überschwemmungskatastrophe, u. a. gibt es Plünderungen.
- Pakistan: Nachdem Präsident Pervez Musharraf den Ausnahmezustand für das gesamte Land ausrief, nehmen Sicherheitskräfte über 500 Personen fest, die Privatsender werden abgeschaltet und der Termin der für Januar 2008 geplanten Parlamentswahlen wird in Frage gestellt.[14]
- Tschad: Sieben der 16 Europäer, die im Tschad wegen Verdacht auf Kinderhandel und Betrug festgenommen wurden, erhalten ihre Freiheit zurück.
- Türkei: Die acht Soldaten der Türkischen Streitkräfte, die am 21. Oktober von der Terrororganisation PKK als Geiseln genommen wurden, werden freigelassen. Ein PKK-Sprecher sagt, dies sei ein Zeichen für den Wunsch nach friedlichen Lösungen.

### Montag, 5. November 2007
- Berlin/Deutschland: Die Bundesregierung einigt sich auf die Einbringung der Erbschaftssteuerreform in den Bundestag.
- Europa: Erdöl- und Goldpreise steigen auf Rekordniveau. Der Außenwert des Euros erreicht einen neuen Rekordstand gegenüber anderen Währungen. Der US-Dollar befindet sich im Tief. Einige Beobachter sagen voraus, dass die Leitwährung der Welt zukünftig der Euro sein wird.[15]
- Pakistan: Proteste gegen den Ausnahmezustand werden gewaltsam niedergeschlagen.
- Port of Spain/Trinidad und Tobago: Die Parlamentswahlen finden statt.
- Vereinigte Staaten: Die Writers Guild of America mit mehr als 11.000 Mitgliedern ruft auf Grund von gescheiterten Gehaltsverhandlungen einen unbefristeten Streik aus.[16]
- Türkei: Ministerpräsident Recep Erdoğan empfängt den Präsidenten der Vereinigten Staaten George W. Bush, um über das Vorgehen gegen die Terrororganisation PKK zu beraten.

### Dienstag, 6. November 2007

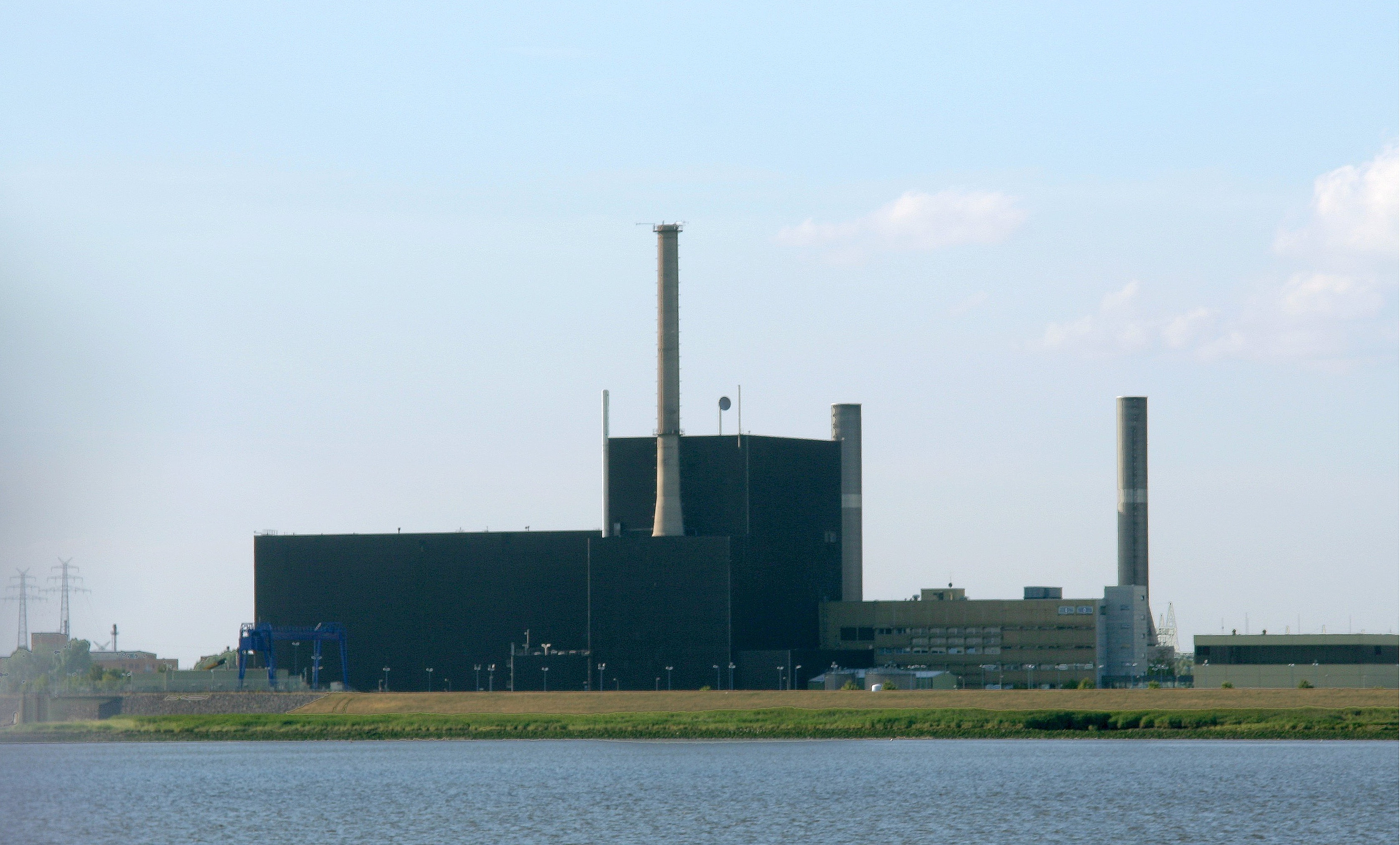
Kernkraftwerk Brunsbüttel

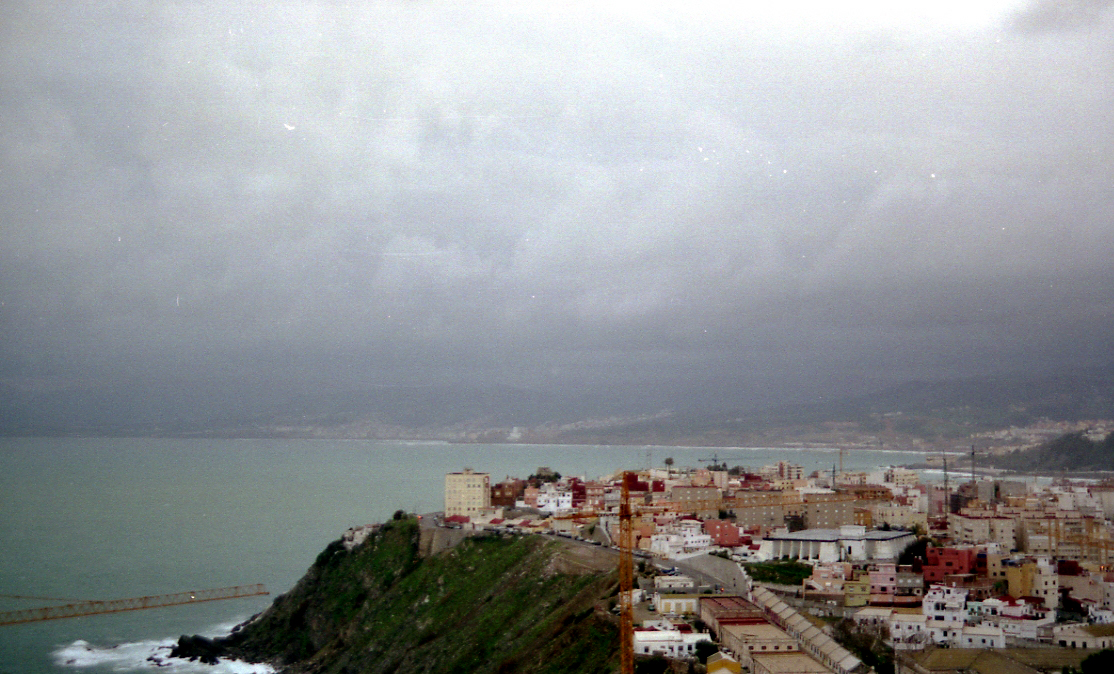
Die Enklave Ceuta in Afrika

- Baglan/Afghanistan: Bei einer Zuckerfabrik nördlich von Kabul wurde ein Anschlag auf eine Gruppe afghanischer Parlamentarier verübt, welche den Wiederaufbau besichtigen wollten. Mehr als 30 Menschen sind ums Leben gekommen.[17]
- Brunsbüttel, Geesthacht/Deutschland: Nach dem Prüfbericht des Betreibers über die Pannenserie in den Atomkraftwerken Krümmel und Brunsbüttel am 28. Juni können die Atomkraftwerke sicher weiter betrieben werden, kritisiert wird die Information über die Pannen. Die Atomaufsichtsbehörde lässt die Atomkraftwerke jedoch dieses Jahr nicht wieder in Betrieb gehen. Bundesumweltminister Gabriel kritisiert diesen Bericht, er sagt, dass es keine Bedeutung für die Regierung habe, weil der Bericht von dem Betreiber finanziert wurde.
- Ceuta, Melilla/Spanien, Rabat/Marokko: König Mohammed VI., Staatsoberhaupt von Marokko, kritisiert den Besuch des spanischen Königs Juan Carlos I. in den beiden zu Spanien gehörenden afrikanischen Städten Ceuta und Melilla als „kontraproduktiv“. Vor Ort begleiten aufgebrachte Marokkaner die Visite des spanischen Staatsoberhaupts mit lautstarken Protesten, während die Einwohner von Ceuta und Melilla dem König Dankbarkeit für sein Kommen zollen.[18]
- Deutschland: Nach einer Studie des Deutschen Instituts für Wirtschaftsforschung besitzen die reichsten 10 % der Einwohner des Landes fast zwei Drittel des Volksvermögens. Die Hälfte der Einwohner hat jedoch in Relation zum Gesamtvermögen fast gar keinen Besitz, der in der Studie unter die Definition von Vermögen fiele.[19]
- Frankfort, Jackson/Vereinigte Staaten: Bei den Gouverneurswahlen in den Vereinigten Staaten verliert im Bundesstaat Kentucky Gouverneur Ernie Fletcher von der Republikanischen Partei sein Amt an Steve Beshear. Im Bundesstaat Mississippi verteidigt der amtierende republikanische Gouverneur Haley Barbour sein Amt.[20]
- Multan/Pakistan: Hunderte Anwälte demonstrieren gegen den Ausnahmezustand in Pakistan, besonders gegen die Entmachtung des Obersten Gerichtshofs, der heute darüber entschieden hätte, ob die Wiederwahl von Musharraf verfassungsgemäß war. Die Proteste werden gewaltsam beendet. Die Bundesregierung plant, die Entwicklungshilfe zu kürzen.
- Türkei: Die Polizei nimmt einen 22-jährigen Terrorverdächtigen fest, welcher mit den in Deutschland im September vereitelten Terroranschlägen zusammenhängen könnte.
- Der EU-Kommissar für Justiz und Sicherheit Franco Frattini stellt ein Gesetzentwurf zur Terrorabwehr vor, mit dem EU die Daten der Flugpassagiere bis zu 13 Jahre speichern kann. Er plant auch, dass das Veröffentlichen von Aufrufen oder Anleitungen zu Terroranschlägen bestraft werden soll. In dem Gesetzentwurf wird auch geplant, dass die EU ein Zentralregister von gekauften und gestohlenen Mengen von Sprengstoff anlegt. Dies soll ab 2011 gelten. Deutschlands Innenminister Schäuble unterstützt diesen Gesetzentwurf, Kritik kommt von der Fraktion Die Grünen/Europäische Freie Allianz im Parlament der EU.

### Mittwoch, 7. November 2007

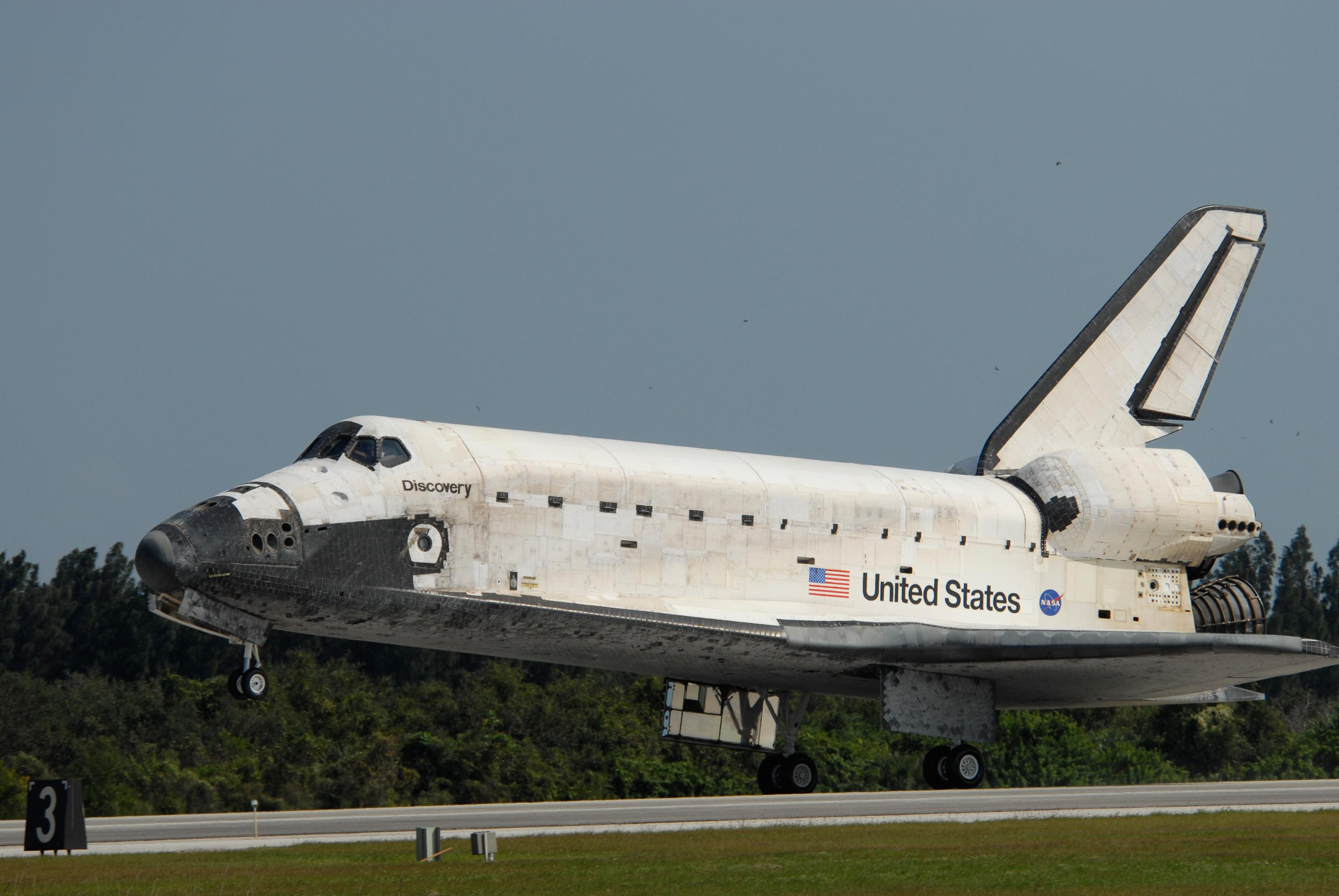
Landung der Discovery zum Abschluss der Mission STS-120

- Cape Canaveral/Vereinigte Staaten: Das Space Shuttle Discovery landet wie geplant um 18.02 Uhr Koordinierte Weltzeit zum Abschluss der Mission STS-120.
- Frankfurt am Main/Deutschland: Die Gewerkschaft Deutscher Lokomotivführer kündigt Streiks von Donnerstag 12.00 Uhr bis Samstag 6.00 Uhr an und auch, dass der gesamte Bahnverkehr bestreikt werde, wenn nicht bis Montag ein neues Tarifangebot vorliege.
- Georgien: Proteste gegen die Regierung werden niedergeschlagen. Ein regierungskritischer Fernsehsender wurde abgeschaltet. 300 Menschen müssen medizinisch behandelt werden.
- Jokela/Finnland: Ein 18-Jähriger tötet bei einem Amoklauf an einer Schule insgesamt acht Menschen.
- Moskau/Russland: Das Unterhaus der Föderationsversammlung beschließt, dass Russland Mitte Dezember aus dem Vertrag über Konventionelle Streitkräfte in Europa austritt, der 1990 geschlossen wurde, um konventionelle Waffen zu beschränken.

### Donnerstag, 8. November 2007
- Islamabad/Pakistan: Die Regierung kündigt Parlamentswahlen für Februar 2008 an. Es gibt trotz des verhängten Ausnahmezustands wieder Demonstrationen.
- Manila/Philippinen: Der südostasiatische Staatenbund ASEAN einigt sich auf den Entwurf einer grundlegenden Charta, die die Mitgliedsstaaten zur Wahrung von Demokratie, Menschenrechten und Rechtsstaatlichkeit verpflichtet.[21]
- Tiflis/Georgien: Regierungschef Micheil Saakaschwili kündigt, nachdem er den Ausnahmezustand verhängt hat, vorgezogene Neuwahlen an. Gestern wurden über hundert Menschen durch Polizeikräfte verletzt.
- Ulaanbaatar/Mongolei: Premierminister Mijeegombyn Enchbold tritt von seinem Amt als Regierungschef zurück.[22]
- Die Grenzabfertigung zwischen den kürzlich der Europäischen Union (EU) beigetretenen Mitgliedstaaten und den übrigen EU-Mitgliedstaaten wird bis zum 21. Dezember vereinfacht.

### Freitag, 9. November 2007

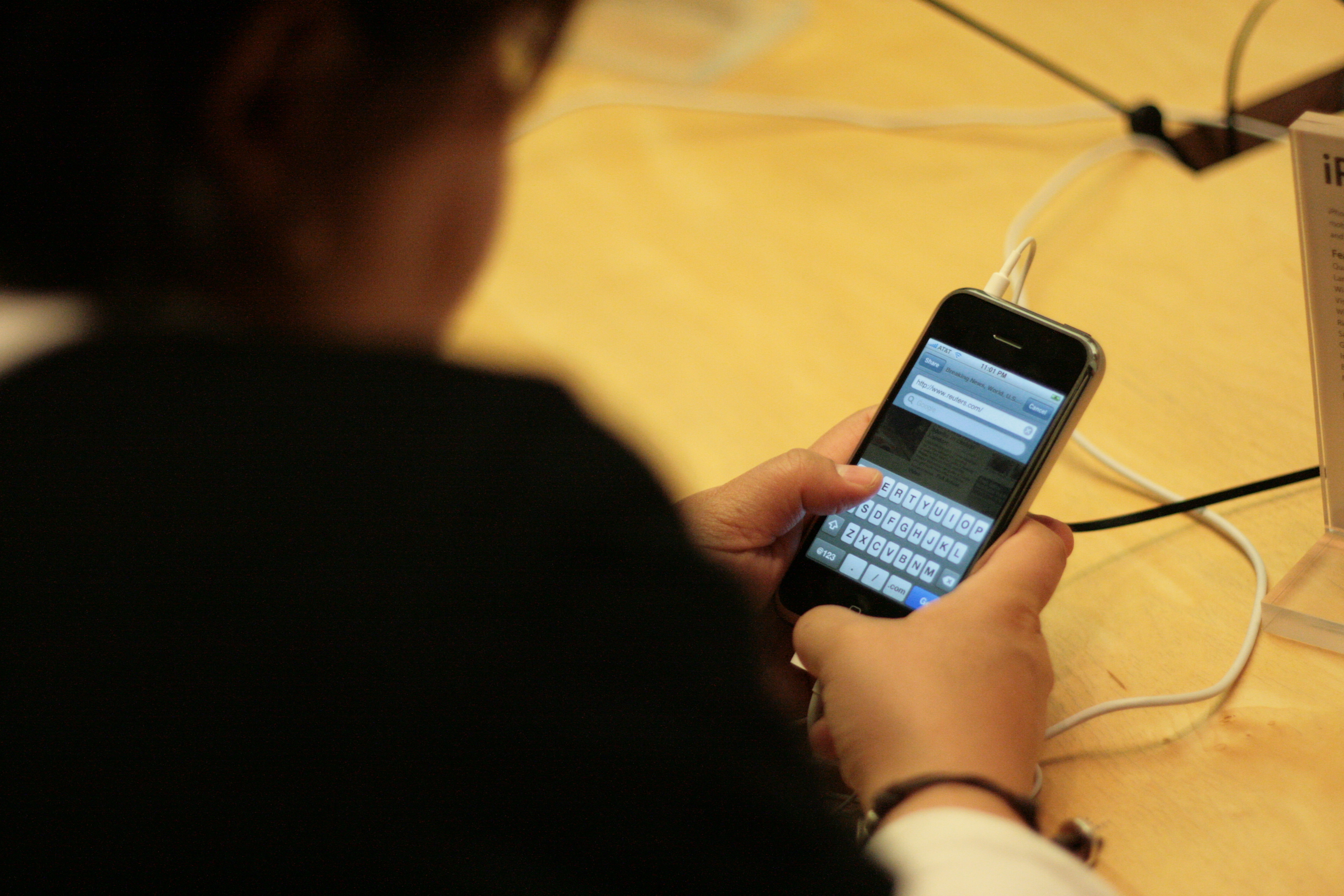
Ein Mensch bedient ein iPhone

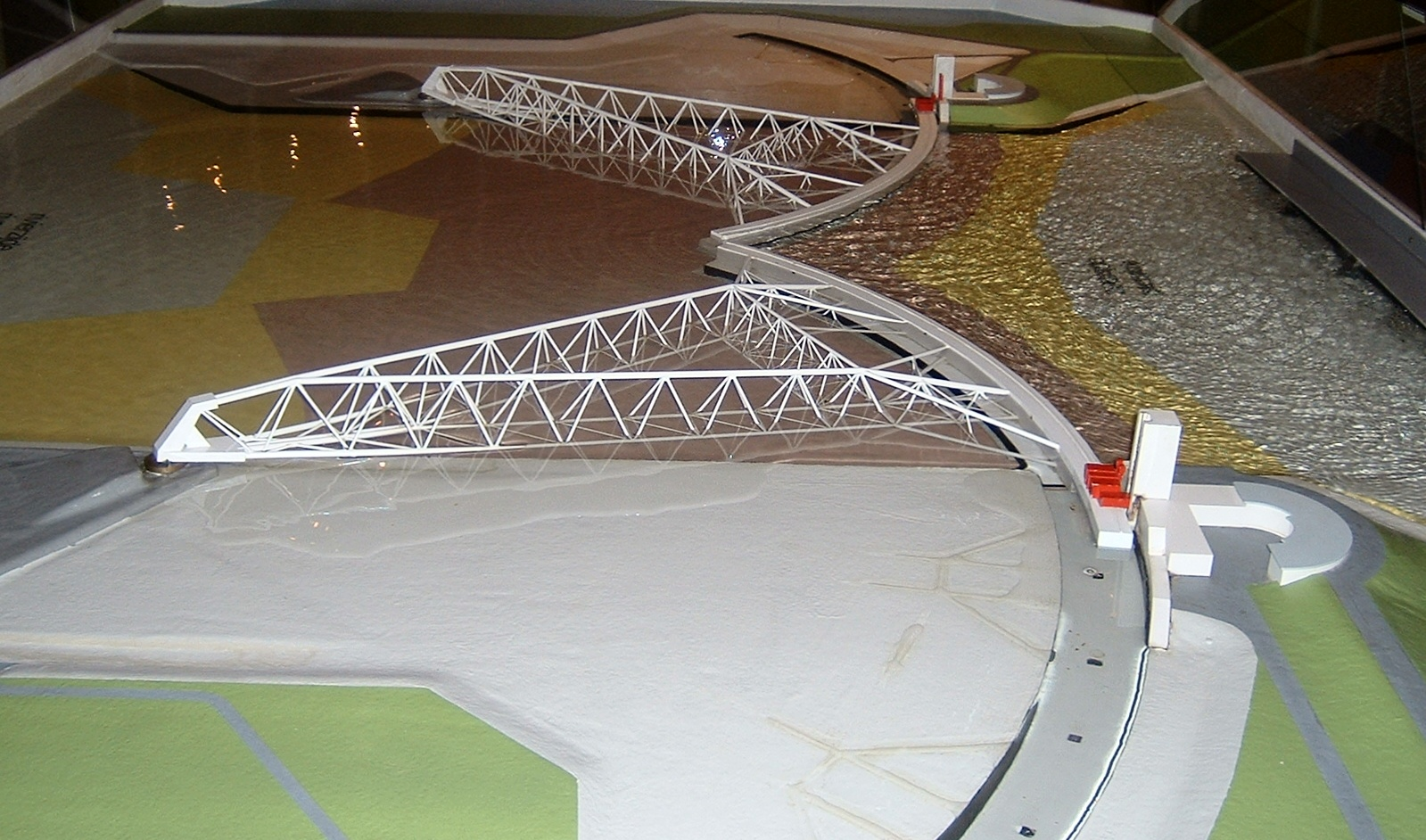
Modell des Maeslant-Sperrwerks

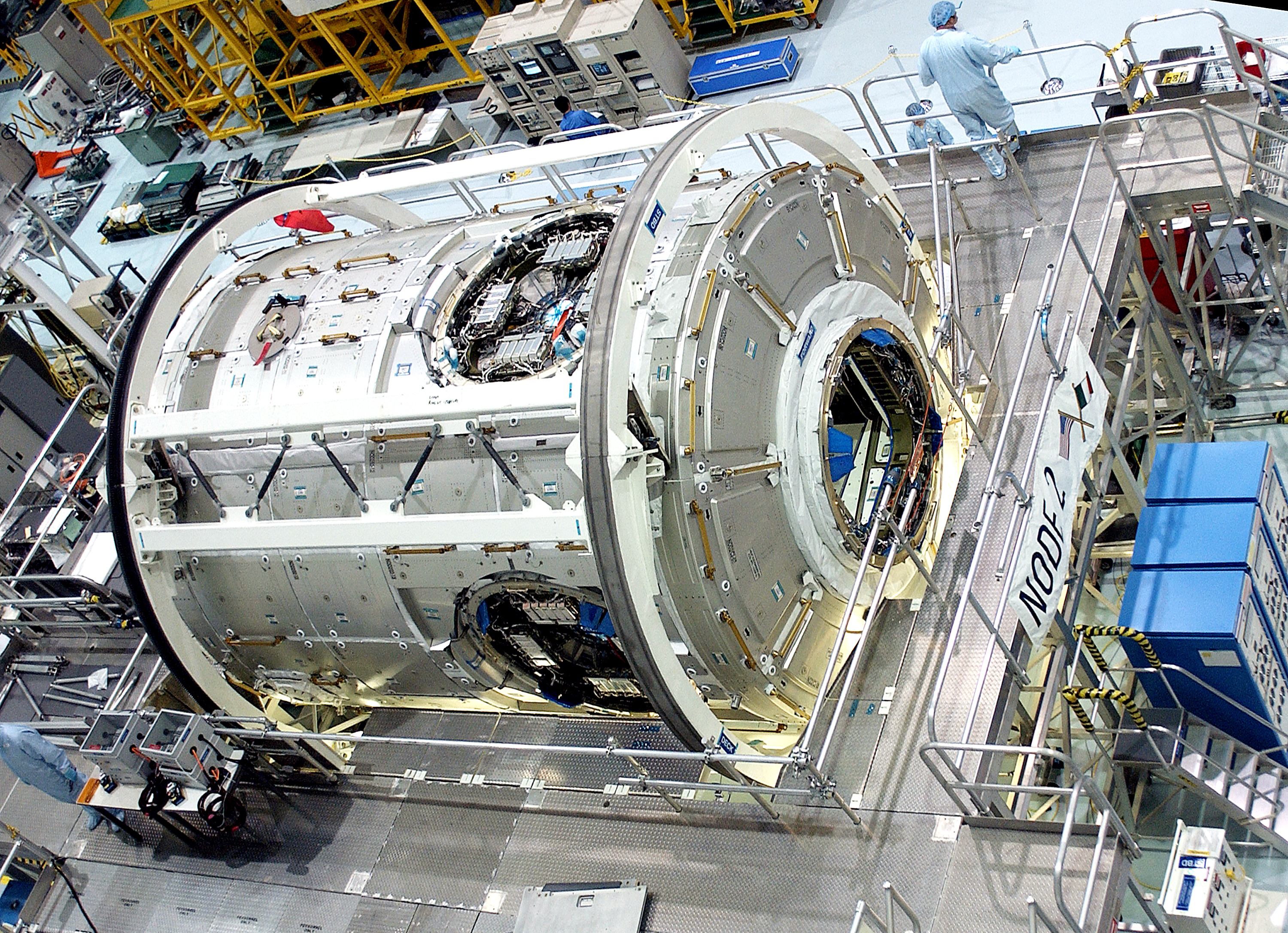
Harmony-Modul

- Berlin/Deutschland: Der Bundestag beschließt das Gesetz zur Vorratsdatenspeicherung, das die sechsmonatige Sicherstellung technischer Daten zur Telefonie und Internetkommunikation möglich macht. Der Kommunikationsinhalt, z. B. Gespräche oder Texte, darf nicht aufbewahrt werden. Verschiedene Mandatsträger und diverse gesellschaftliche Gruppen erneuern ihre Ansicht, dass das Bundesverfassungsgericht das Gesetz prüfen müsse.
- Frankfurt am Main/Deutschland: Die Gewerkschaft Deutscher Lokomotivführer (GDL) streikt weiterhin. Besonders im Osten, wo die GDL mehr Mitglieder hat, ist der Schienenverkehr durch die Arbeitsniederlegung stark beeinträchtigt.
- Deutschland: Die europäische Version des IPhones kommt auf den Markt. Die im Juni 2007 in den USA eingeführte amerikanische Version war dort ein Verkaufserfolg.[23]
- Deutschland, Niederlande, Norwegen, Vereinigtes Königreich: Bei einem Sturm an der Nordsee gibt es in Norddeutschland Windgeschwindigkeiten bis zu 130 km/h. In Hamburg sind Häuser überflutet und im Wasser schwimmen Autos. Das Hochwasser ist einen Meter tiefer als das Rekordhoch von 1996. In Rotterdam wird das Maeslant-Sperrwerk zum ersten Mal seit Fertigstellung geschlossen. In London wird das Themse-Sperrwerk geschlossen.
- Orbit: Bei einem Außenbordeinsatz bereiten die Astronauten das Verbindungsmodul Harmony auf das Andocken an das Europäische Forschungsmodul Columbus an der Internationalen Raumstation vor.
- Pakistan: Trotz des Ausnahmezustands gibt es wieder Demonstrationen. Die Oppositionsführerin wird am Morgen unter Hausarrest gestellt, jedoch wieder freigelassen.

### Samstag, 10. November 2007
- Frankfurt am Main/Deutschland: Die Gewerkschaft Deutscher Lokomotivführer droht, im gesamten deutschen Streckennetz zu streiken, wenn am nächsten Montag kein Tarifangebot vorliege.
- Kuala Lumpur/Malaysia: Die Polizei löst Teile einer Demonstration für freie Wahlen gewaltsam auf.[24]
- Prag/Tschechische Republik: In Prag gibt es Auseinandersetzungen zwischen Neo-Nazis und der Polizei, 50 Personen werden festgenommen.
- Vereinigte Staaten: Präsident George W. Bush und die deutsche Bundeskanzlerin Angela Merkel sprechen über das Atomprogramm des Iran und über Klimaschutz. Sie kommen zu dem Ergebnis, dass der Konflikt mit dem Iran diplomatisch gelöst werden kann.
- Yaren/Nauru: Drei Minister der Regierung von Ludwig Scotty treten nach einem Zerwürfnis mit Außenminister David Adeang zurück. Sie bemängeln die Reformbereitschaft der Regierung und kündigen für den 13. November an, sich in einem Misstrauensvotum gegen Scotty auf die Seite von Kieren Keke zu stellen.[25]

### Sonntag, 11. November 2007
- Islamabad/Pakistan: Präsident Musharraf kündigt Parlamentswahlen noch vor dem 9. Januar 2008 an.
- Rom/Italien: Nach dem Tod eines italienischen Fußballfans kommt es in Italien zu schweren Ausschreitungen.[26]

### Montag, 12. November 2007
- Russland, Ukraine: In einem schweren Sturm gehen vor der Küste Russlands im Schwarzen Meer mehrere Tanker und Frachter unter. Eine Umweltkatastrophe droht.[27]

### Dienstag, 13. November 2007

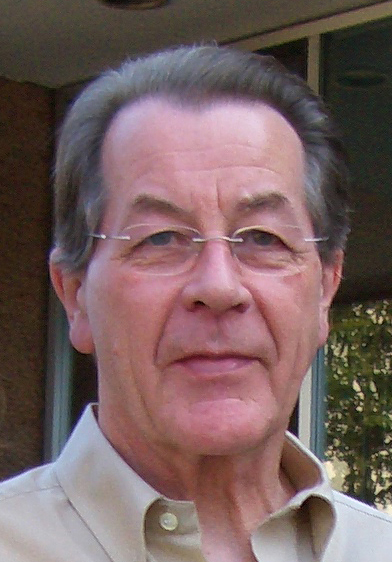
Franz Müntefering

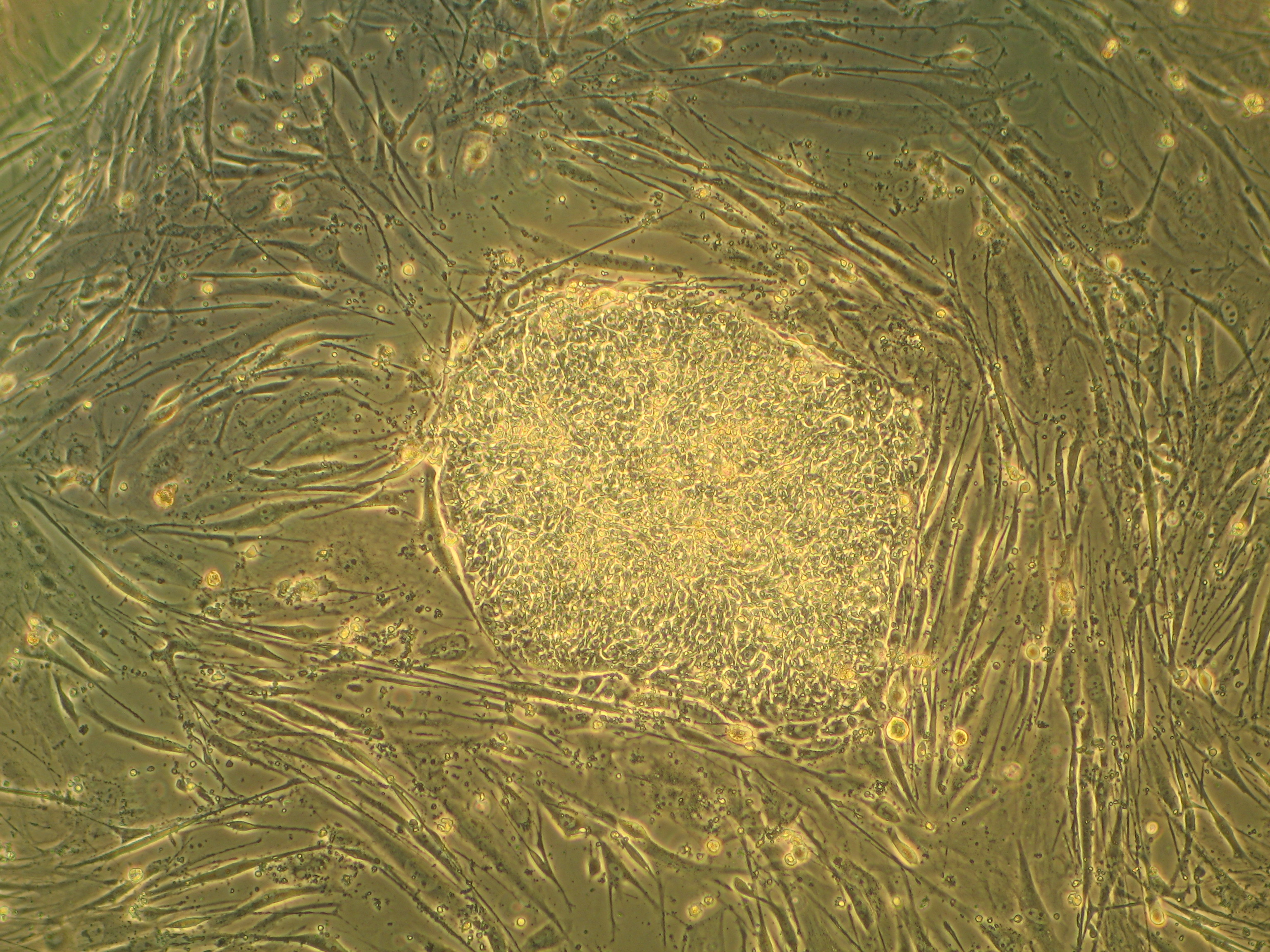
Stammzelle

- Berlin/Deutschland: Der Vizekanzler und Bundesminister für Arbeit und Soziales Franz Müntefering (SPD) tritt aus familiären Gründen von seinen Ämtern zurück. Als neuer Arbeitsminister wird Olaf Scholz (SPD) und als neuer Vizekanzler wird der Minister des Auswärtigen Frank-Walter Steinmeier (SPD) gehandelt.[28]
- Kopenhagen/Dänemark: Die Parlamentswahlen enden nach einem Kopf-an-Kopf-Rennen in den Umfragen zwischen Amtsinhaber Anders Fogh Rasmussen von der Partei Linke und Herausforderin Helle Thorning-Schmidt von den Sozialdemokraten mit einem knappen Sieg der Partei Rasmussens.

### Mittwoch, 14. November 2007
- Frankreich: In Frankreich finden unter reger Beteiligung landesweit Streiks statt.[29]
- Vereinigte Staaten: Forscher geben bekannt, dass erstmals das Klonen von Rhesusaffen und die Gewinnung von Stammzellen aus den Embryos dieser Primaten gelungen ist.[30]

### Donnerstag, 15. November 2007

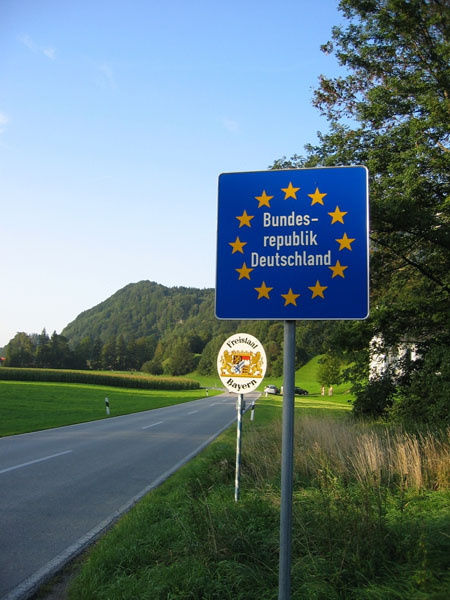
Eine typische „Schengen-Grenze“

- New York/Vereinigte Staaten: Der Menschenrechtsausschuss der Vereinten Nationen befürwortet in einer Abstimmung mit 99 zu 52 Stimmen bei 33 Enthaltungen die Abschaffung der Todesstrafe.[31]
- Straßburg/Frankreich: Nach den Innenministern der Mitgliedstaaten der Europäischen Union (EU) stimmt auch das Parlament der EU für die bislang größte Erweiterung der Schengen-Zone und damit für die Aufhebung der Grenzkontrollen zu neun weiteren ost- und südosteuropäischen EU-Staaten.[32]

### Freitag, 16. November 2007

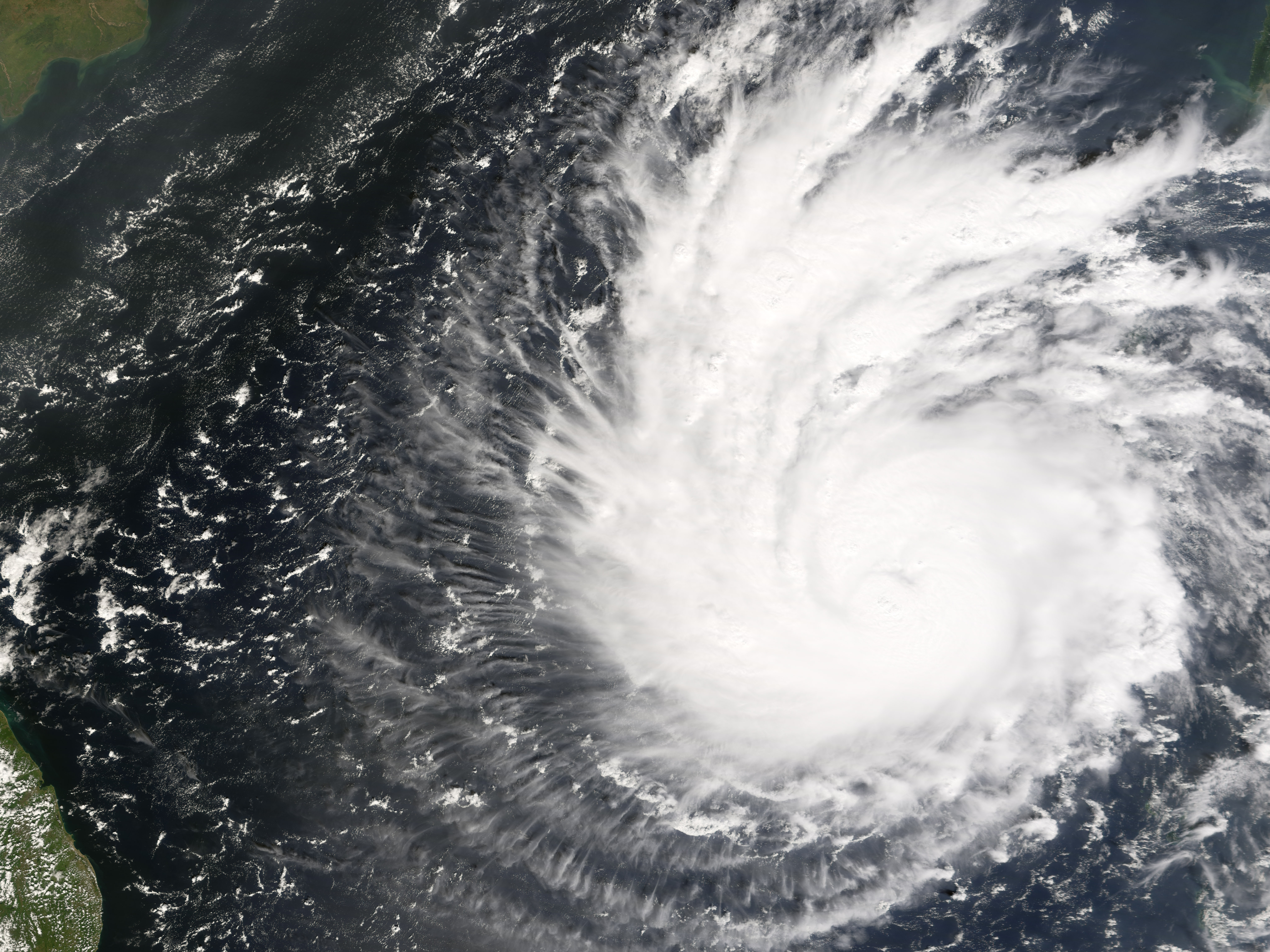
Zyklon Sidr

- Bangladesch: Der Zyklon Sidr verursacht sintflutartige Regenfälle und fordert zahlreiche Opfer.[33]
- Berlin/Deutschland: Die Abgeordneten des Bundestags stimmen für eine Erhöhung der Diäten um 9,4 %.[34]
- Hamburg/Deutschland: Das Lebensmittelunternehmen Edeka übernimmt das Lebensmittelunternehmen Plus von Tengelmann.[35]

### Samstag, 17. November 2007
- Kosovo/Serbien: Bei den Parlamentswahlen erringt die Demokratische Partei des Kosovo 34,3 % der Stimmen. Die etwa 120.000 Angehörigen der serbischen Volksgruppe im Kosovo, über dessen völkerrechtlichen Status noch verhandelt wird, nehmen an der Wahl nicht teil.
- Warschau/Polen: Die neu vereidigte Regierung unter Donald Tusk kündigt den Abzug der polnischen Soldaten für das Jahr 2008 aus dem Irak an.

### Sonntag, 18. November 2007
- Kosovo/Serbien: Hashim Thaçi gewinnt die Parlamentswahlen im Kosovo. Er setzt sich für die Unabhängigkeit vom Kosovo von Serbien ein. Die Wahlbeteiligung war bei 42 %.
- Volkstrauertag in Deutschland
- New York/Vereinigte Staaten: Die Vereinigten Staaten unterstützen Pakistan mit einem Geheimprogramm in Höhe von 68 Millionen Euro bei der Sicherung der pakistanischen Atomwaffen.[36]

### Montag, 19. November 2007

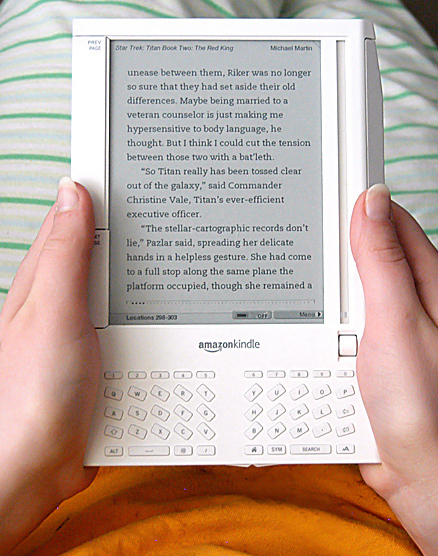
Amazon Kindle

- Brüssel/Belgien: Der ehemalige Kanzlerkandidat der Unionsparteien und ehemalige Bayerische Ministerpräsident Edmund Stoiber tritt sein Amt für Bürokratie-Abbau in der Europäischen Union an.
- Majuro/Marshallinseln: Die Parlamentswahlen finden statt.
- Seattle/Vereinigte Staaten: Amazon veröffentlicht in den USA den ersten Kindle.[37]
- Ukraine: Bei einer Methanexplosion sterben in einem Bergwerk in der Ukraine mindestens 60 Menschen. Weitere Personen werden vermisst.[38]

### Dienstag, 20. November 2007
- Amman/Jordanien: Die Parlamentswahlen finden statt.
- Frankreich: In Frankreich weiten sich die Streiks aus – neben U-Bahn-Personal streikt auch das Personal an Schulen und Kindergärten sowie Finanzbeamte.[39]
- Pakistan: 3.400 Oppositionelle werden freigelassen. Die Proteste werden trotzdem gewaltsam beendet.
- Rom/Italien: Archäologen entdecken in Rom die Grotte Lupercal.[40]

### Mittwoch, 21. November 2007
- Berlin/Deutschland: Bundeskanzlerin Angela Merkel ernennt den SPD-Politiker und Bundesminister des Auswärtigen Frank-Walter Steinmeier zum Vizekanzler der Bundesrepublik.[41]
- München/Deutschland: Die Fürther Landrätin Gabriele Pauli, die sich in den letzten Monaten medienwirksam als Gegnerin des Führungspersonals der CSU inszenierte, v. a. des ehemaligen Bayerischen Ministerpräsidenten Edmund Stoiber, erklärt in der Zeitschrift Vanity Fair ihren Austritt aus der Partei, da ihre Forderungen kein Gehör fänden.[42]

### Freitag, 23. November 2007

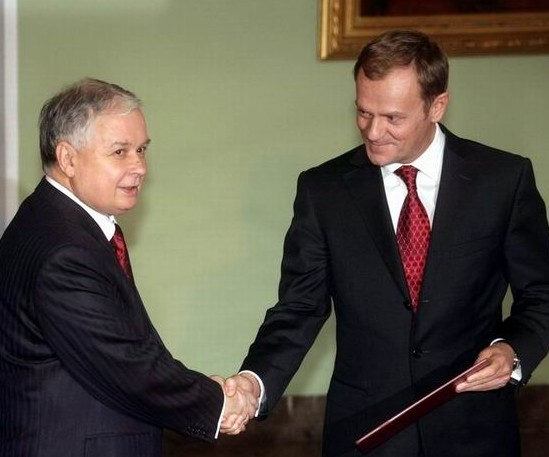
Lech Kaczyński, Donald Tusk

- Antarktik: Das Kreuzfahrtschiff Explorer rammt in der Antarktis einen Eisberg.[43]
- Beirut/Libanon: Es scheitert der 5. Wahlversuch.
- Genf/Schweiz: Manfred Nowak, UN-Sonderberichterstatter über Folter, veröffentlicht eine Erklärung über Folter und die aktuellen Umstände in Gefängnissen in Indonesien.[44]
- Kampala/Uganda: Das Commonwealth entzieht Pakistan wegen des anhaltenden Ausnahmezustands bis auf weiteres seine Mitgliedschaft; Pakistan seinerseits will seine Beziehungen zum Staatenbund überdenken.[45]
- Ulm/Deutschland: Die Kunsthalle Weishaupt wird eröffnet.[46]
- Warschau/Polen: In seiner ersten Regierungserklärung kündigt Polens neuer Ministerpräsident Donald Tusk die rasche Ratifizierung des Vertrags von Lissabon, die Einführung des Euro und bessere Beziehungen zu den Nachbarn Deutschland und Russland an.[47]

### Samstag, 24. November 2007

Logo des Navigationssystem Galileo

- Berlin/Deutschland: Deutsche-Bahn-Chef Mehdorn bietet nach eigenen Angaben der Gewerkschaft Deutscher Lokomotivführer bis zu 13 % Lohnsteigerung an, jedoch keinen eigenen Tarifvertrag.[48]
- Canberra/Australien: Die sozialdemokratische Australian Labor Party gewinnt die Parlamentswahlen. Ihr Spitzenkandidat Kevin Rudd kündigt an, das Kyoto-Protokoll zu ratifizieren.[48][49][50]
- Kalifornien/Vereinigte Staaten: Es gibt wieder Waldbrände.[51]
- Russland: Bei Protesten gegen Präsident Wladimir Putin wird der Oppositionsführer festgenommen.[48]
- Wien/Österreich: Bei der 8. Verleihung des Nestroy-Theaterpreises werden Sylvie Rohrer als beste Schauspielerin und Bernhard Schir als bester Schauspieler ausgezeichnet.
- Die Finanzierung des Satellitennavigationssystems Galileo ist geklärt. Galileo soll 2013 fertiggestellt sein.[48]

### Sonntag, 25. November 2007
- Bern/Schweiz: Beim zweiten Wahlgang der Schweizer Ständeratswahlen gab es anders als bei den Nationalratswahlen keine Sitzgewinne für die SVP. Toni Brunner[52] und Ueli Maurer[53] verloren die Wahlen in ihren Kantonen.
- Durban/Südafrika: Die Auslosung der Qualifikationsgruppen zur Fußball-Weltmeisterschaft 2010 findet statt.
- Glarus/Schweiz: An der ersten außerordentlichen Landsgemeinde des Kantons Glarus seit 155 Jahren wird beschlossen, die Gemeindeanzahl von heute 25 Gemeinden bis 2011 auf definitiv drei zu verringern.[54]
- Zagreb/Kroatien: Die Parlamentswahl bestätigt die regierende Partei Kroatische Demokratische Union als stärkste Kraft.[55]

### Montag, 26. November 2007

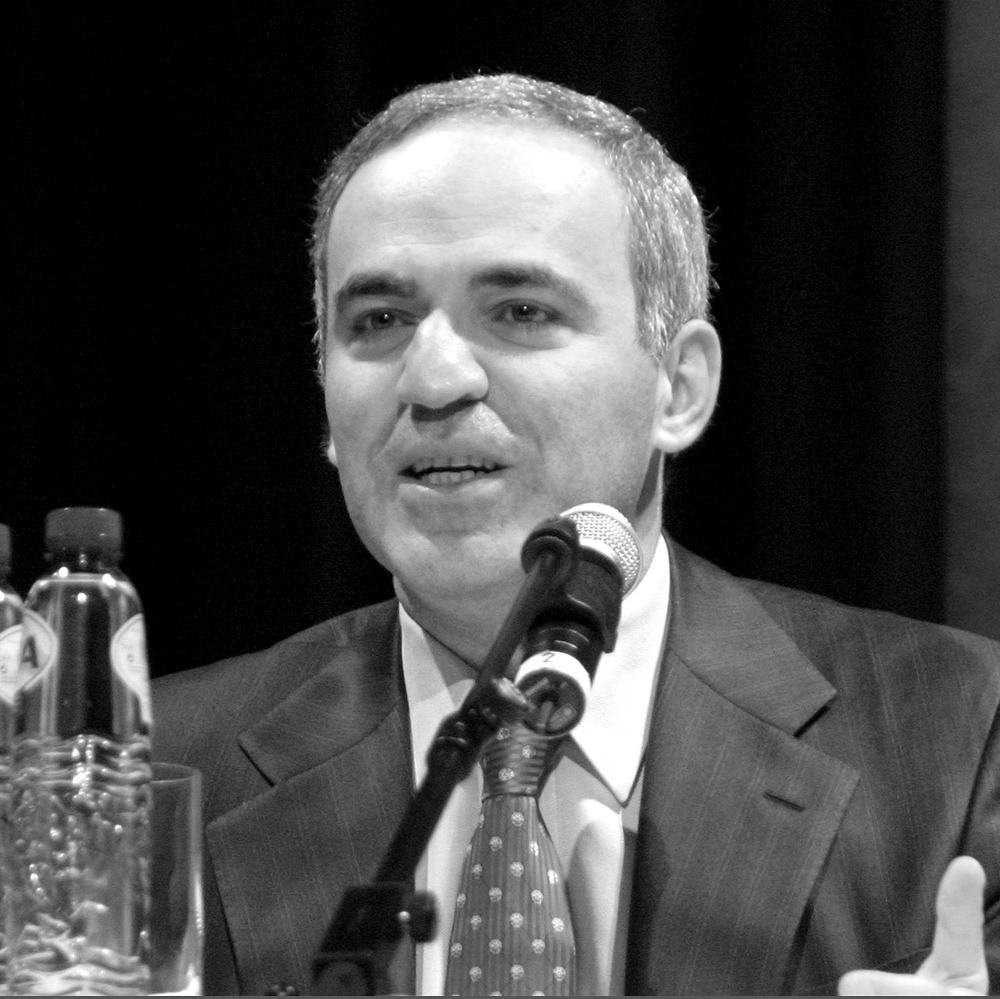
Garri Kasparow

- Moskau/Russland: Oppositionelle Politiker werden in Russland an Auftritten und Demonstrationen gehindert. Der Oppositionsführer und ehemalige Schachweltmeister Kasparow wird für fünf Tage inhaftiert.[56]
- Sudan, Tschad: Bei Auseinandersetzungen zwischen Rebellen und der sudanesischen Regierung sterben rund 100 Menschen.[57]

### Dienstag, 27. November 2007
- Berlin/Deutschland: Oswald Metzger verlässt die Partei Bündnis 90/Die Grünen.[58]
- Bonn/Deutschland: Die Deutsche Telekom AG gibt ihren sofortigen Rückzug aus dem Radsport-Sponsoring des Team T-Mobile bekannt.[59]
- Islamabad/Pakistan: Der aus dem Exil nach Pakistan zurückgekehrte ehemalige Ministerpräsident Nawaz Sharif hat sich für die Parlamentswahlen am 8. Januar als Kandidat registrieren lassen.[60]
- Paris/Frankreich: In den Vororten von Paris kommt es erneut zu Ausschreitungen und Krawallen.[61]

### Mittwoch, 28. November 2007
- Bad Arolsen/Deutschland: Der Internationale Suchdienst mit Dokumenten über Opfer der nationalsozialistischen Herrschaft öffnet seine Archiv der Öffentlichkeit und ist im Internet einsehbar.[62][63]
- Brüssel/Belgien: Die Europäische Union deckt ein internationales Kartell auf und EU-Wettbewerbskommissarin Neelie Kroes verhängt fast eine halbe Milliarde Euro gegen ein Glas-Kartell.[64]

### Donnerstag, 29. November 2007

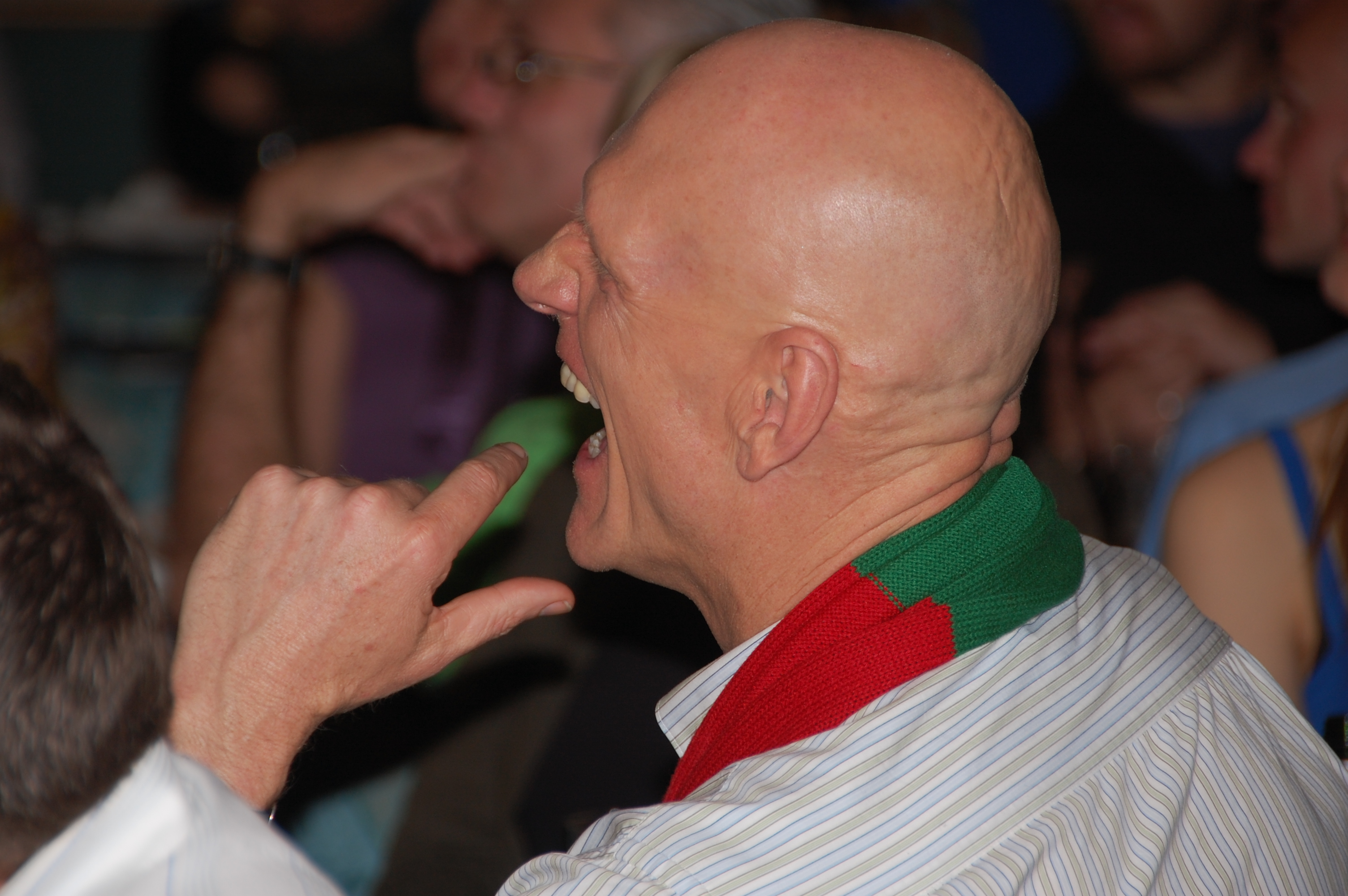
Peter Garrett

- Canberra/Australien: Peter Garrett, ehemaliger Sänger der Musikband Midnight Oil, wird Minister für Umwelt- und Kulturerbe in Australien.[65]
- Deutschland: Der Streit im Post-Mindestlohn ist entschieden. Die Neufassung des Tarifvertrages für Mindestlöhne in der Post-Branche steht.[66]
- Nürnberg/Deutschland: Die Zahl der Erwerbslosen ist auf 3,38 Millionen Menschen in Deutschland gefallen. Das ist der niedrigste Stand seit 14 Jahren.[67]

### Freitag, 30. November 2007
- Ankara/Türkei: Die türkische Regierung gibt Marsch-Erlaubnis für das türkische Militär im kurdischen Norden des Irak.[68]
- Moskau/Russland: Präsident Wladimir Putin unterschreibt nach den entsprechenden Abstimmungen in beiden Häusern der Föderationsversammlung die Aussetzung des KSE-Vertrags.[69]
- Rheinstetten/Deutschland: Die Deutsche Regina Halmich, Box-Weltmeisterin der WIBF seit 1994, bestreitet ihren letzten Kampf. Nach dem Sieg gegen die Israelin Shmoulefeld Finer tritt sie ungeschlagen ab.[70]
- Vatikanstadt: Papst Benedikt XVI. veröffentlicht seine zweite Enzyklika „Spe Salvi“ (deutsch „Auf Hoffnung (hin) sind wir gerettet“). Die Schrift wendet sich gegen Weltanschauungen, Wissenschaft, Politik und Fortschrittsglauben als Ersatz für christliche Hoffnung auf das ewige Leben und setzt sich insbesondere kritisch mit den philosophischen Werken von Karl Marx und Francis Bacon auseinander.[71]

## Weblinks

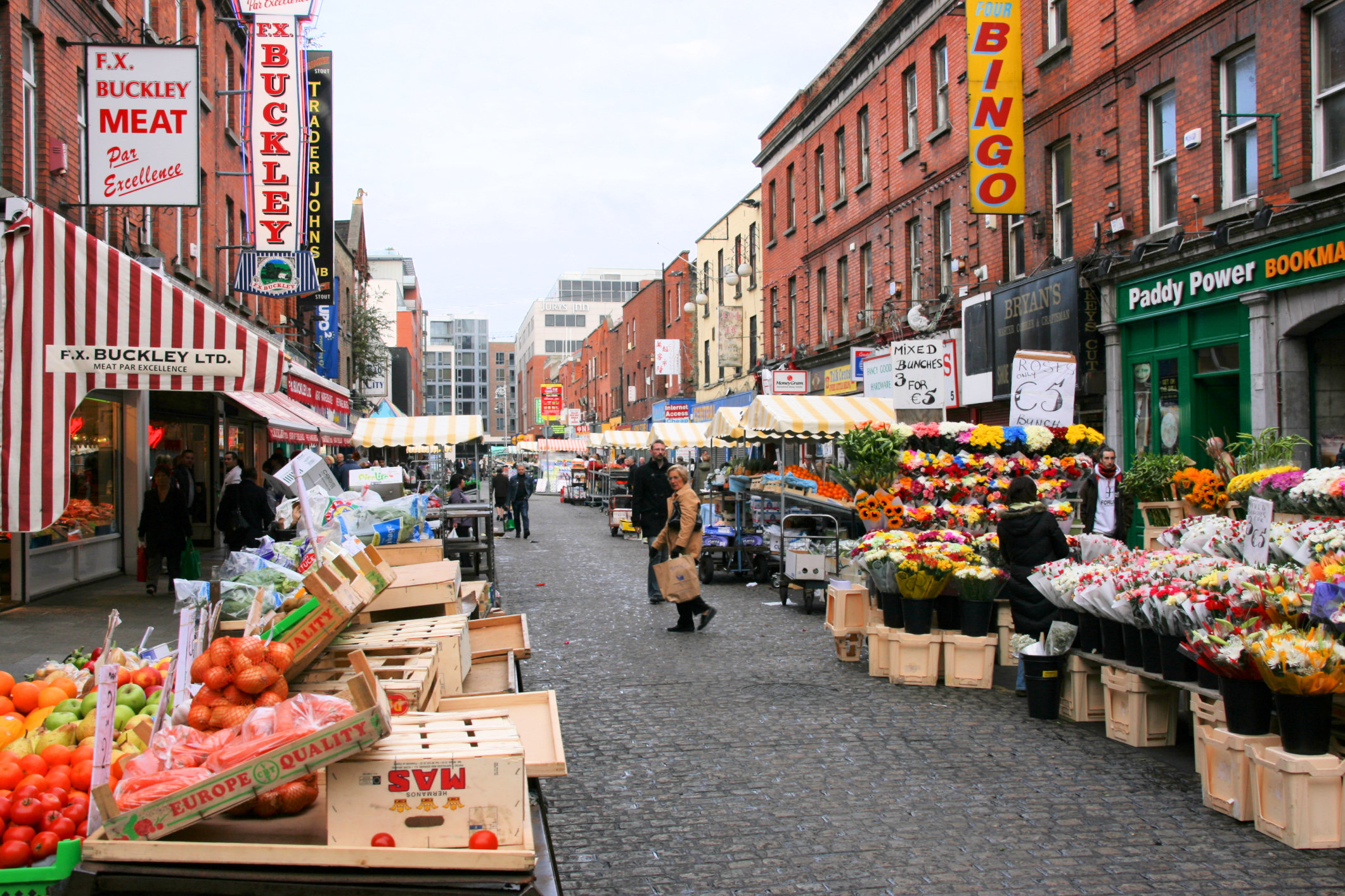
Dublin im November 2007